# Basznia Iset
Basznia Iset (Isiet') (ros.: Башня «Исеть», dosłownie: Wieża „Iset”; ang.: Iset Tower) – wieżowiec znajdujący się w Jekaterynburgu na terenie centrum komercyjno-biznesowego „Jekaterynburg-City”. Całkowita wysokość budynku to 215 m, (52 kondygnacje), przy czym wysokość do dachu wynosi 209 metrów.
Umowa o budowie wieżowca została podpisana w dniu 11 grudnia 2007 roku przez władze miasta Jekaterynburg, inwestora jakim jest Uralska Kompania Górniczo–Hutnicza oraz spółkę Bouygues Story, filię francuskiej grupy Bouygues. Oficjalne rozpoczęcie budowy nastąpiło 12 lutego 2008 roku. Tego samego roku roboty budowlane zostały wstrzymane z powodu zgłoszenia budowy do sądu administracyjnego, a następnie z powodu kryzysu finansowego na światowych giełdach.
Konstrukcję budynku rozpoczęto na nowo w 2011 roku, od 9 do 11 stycznia tego samego roku (po zakończeniu prac związanych z wbijaniem w ziemie 16 metrowych pali betonowych) wylano 6647 m³ betonu, tworząc płytę fundamentową o powierzchni około 2700 m² i 2,5 m grubości. Pod koniec stycznia 2011 roku na budowie zostały zainstalowane pierwsze dźwigi. 22 lutego 2013 roku rdzeń wieżowca osiągnął wysokość 23 kondygnacji z łącznych 52, w tym samym czasie skończono „wylewać” 18 kondygnację wieżowca.
31 sierpnia 2013 roku wieżowiec miał 37 kondygnacji nadziemnych, natomiast rdzeń budynku osiągnął wysokość 41 kondygnacji, ukończono także prace monolityczne parkingu. W połowie tego samego miesiąca rozpoczęto montaż szklanej elewacji. Ukończenie wieżowca planowano na 2014 rok, jednak ostatecznie ukończono go w styczniu 2015 roku. Od tej pory jest najwyższym wieżowcem w mieście i najwyższym budynkiem wybudowanym poza Moskwą.
Większość z około 70 tys. m² powierzchni w budynku przeznaczona jest jako apartamenty. Poza nimi w wieżowcu znajdują się również restauracje, sklepy oraz siłownie. Elewację budynku zaprojektował znany niemiecki architekt i inżynier budowlany Werner Sobek.